# Alfonso Castaldi
Alfonso Castaldi   (Maddaloni, 23 d'abril de 1874 - Bucarest, 6 d'agost de 1942) va ser un compositor, director d'orquestra i professor de música d'origen italià romanès assentat a Romania a l'edat de 20 anys.
Va començar els seus estudis musicals a la seva ciutat natal, Maddaloni (1879-1883) Michele Serino (teoria del solfeig) i Luigi Picillo (teoria del solfeig, harmonia) i va continuar al Conservatori de Nàpols (1883-1889) Paolo Serrao (harmonia) Francesco Cilea i Umberto Giordano (contrapunt, fuga, composició). Fou professor privat de la mandolina, guitarra, violí i teoria de la música a Galati (1896-1901), continuant com a professor d'orquestra (1904-1905), harmonia, contrapunt, composició i orquestració en el Conservatori de Bucarest (1905-1940). El 1914 funda l'Orquestra Simfònica de Joves de Bucarest. Entre 1925 i 1929 va ser un inspector de música del Ministeri de les Arts.
A més del processament per autors pre-clàssics, va compondre dues simfonies, un esbós simfònic "Tarantella" (1904), poemes simfònics ("Talatta", 1906; "Marsyas", 1907), música de cambra. Va tenir èxits en el camp de la música vocal (cors, cançons, etc.). En la seva creació musical, caracteritzat pel pragmatisme i l'ofici influència artística és l'impressionisme. Particularment important va ser la seva tasca pedagògica en harmonia i contrapunt, fou el mestre de molts compositors romanesos i directors com Constantin C. Nottara, George Georgescu, Ion Dumitrescu, Gheorghe Dumitrescu, Alfred Alessandrescu, Nicolae Brânzeu, Ion Vasilescu.
També va ser un talentós artista plàstic, retrats de pintura i paisatges. Va formar part del cercle d'artistes prominents de la seva època: Jean Alexander Steriadi, Camil Ressu, Fritz Storck, Paul Verona, Ștefan Dimitrescu, Ștefan Luchian, Alexander Szathmáry, Iosif Iser i Oscar Han.

## Composicions musicals (seleccions)
- Elegie, per a violí i piano, 1886
- Floriana, òpera en un acte, 1902
- Obertura per a orquestra, 1902
- Tarantella, peça simfònica per a instruments de corda, 1904
- Talassa, poema simfònic de 1906
- Marsyas, poema simfònic per a gran orquestra, 1907
- Due melodie per canto e piano-forte sul poesie d'autori del secolo XVII, 1913
- Meșterul Manole, òpera en dos actes, 1913
- - Făt Frumos (Porc Împărat), conte de fades en tres actes, 1915
- Sinfonie Nr. 1 im A-moll, 1916
- - Lauda di Beatrice, per a dos cors de vuit veus, 1921
- Sinfonie Nr. 2 L'Eroe senza glorie, 1925
- Quartet de corda d'estil antic
- Nani, nani al păpușii for harp, 1929